# Massimiliano Murolo
Massimiliano Murolo (Napoli, 8 aprile 1988) è uno schermidore italiano, specializzato nella sciabola.

## Biografia
L'atleta di Posillipo ha iniziato la pratica della scherma all'età di undici anni come fiorettista. È poi passato all'arma della sciabola iniziando ad ottenere modesti risultati sia in campo nazionale che internazionale. È entrato nel giro della nazionale under 20 partecipando a diverse edizioni dei campionati europei e mondiali di sciabola sia in individuale che a squadre. Attualmente milita nel Gruppo Sportivo Carabinieri.

## Palmarès

### Risultati élite
In carriera ha ottenuto i seguenti risultati:
Giochi europei
Individuale
A squadre
- Oro nella sciabola a Baku 2015

Universiadi
Individuale
- Bronzo nella sciabola a Shenzhen 2011
- Bronzo nella sciabola a Kazan' 2013

A squadre
- Argento nella sciabola a Belgrado 2009
- Argento nella sciabola a Shenzhen 2011
- Argento nella sciabola a Kazan' 2013

Campionati italiani
Individuale
- Bronzo nella sciabola a Livorno 2011
- Bronzo nella sciabola a Torino 2015

A squadre
- Oro nella sciabola a Napoli 2007
- Oro nella sciabola a Tivoli 2009
- Oro nella sciabola a Livorno 2011
- Oro nella sciabola a Bologna 2012
- Bronzo nella sciabola a Acireale 2014
- Bronzo nella sciabola a Torino 2015
- Bronzo nella sciabola a Roma 2016

### Risultati giovani
Mondiali giovani
Individuale
A squadre
- Bronzo nella sciabola a Belek 2007

Europei giovani
Individuale
A squadre
- Oro nella sciabola a Tapolca 2005